# II. třída okresu Jablonec nad Nisou
 II. třída okresu Jablonec nad Nisou (okresní přebor II. třídy) tvoří s ostatními skupinami II. třídy osmou nejvyšší fotbalovou soutěž v České republice. Hraje se každý rok od léta do jara se zimní přestávkou. Na konci ročníku nejlepší dva týmy postupují do I. B třídy Libereckého kraje (do skupiny B) a dva nejhorší týmy sestoupí do III. třídy okresu Jablonec nad Nisou.

## Vítězové
| Ročník    | Vítězný tým                               |
| --------- | ----------------------------------------- |
| 2003/2004 | TJ Desná                                  |
| 2004/2005 | TJ Sokol Držkov                           |
| 2005/2006 | FK Harrachov                              |
| 2006/2007 | SK Malá Skála                             |
| 2007/2008 | TJ Sokol Kokonín                          |
| 2008/2009 | TJ Sokol Maršovice                        |
| 2009/2010 | FK Harrachov                              |
| 2010/2011 | FK ŽBS Železný Brod „B“                   |
| 2011/2012 | TJ Sokol Kokonín                          |
| 2012/2013 | SK Hodkovice nad Mohelkou                 |
| 2013/2014 | TJ Sokol Maršovice                        |
| 2014/2015 | Albrechtice v Jizerských horách / Jiřetín |
| 2015/2016 | TJ Sokol Maršovice                        |
| 2016/2017 | FK ŽBS Železný Brod „B“                   |
| 2017/2018 | Spartak ZEZ Rychnov                       |
| 2018/2019 | SK Hodkovice nad Mohelkou                 |
| 2019/2020 | FK Jiskra Mšeno B nedohráno kvůli Covid19 |
| 2020/2021 | Nehráno                                   |
| 2021/2022 | FC Pěnčín B                               |
| 2022/2023 | SK Zásada                                 |
| 2023/2024 |                                           |